# 古川恵実子
古川 恵実子（ふるかわ えみこ、1979年10月4日 - ）は、神奈川県出身のタレント、DJ。

## 来歴・人物
1992年、ニューモモコグランプリに選ばれる。その後CM、グラビアで活動する。当時はオフィスパレットに所属していた。
2010年3月までbayfmでラジオパーソナリティを務めた。
趣味は、お菓子作り、音楽鑑賞。特技は、水泳。

## 出演

### テレビ
- もう涙は見せない（フジテレビ）
- コラ!なんばしよっと2（NHK）
- Break Out（テレビ朝日）
- 愛の110番（毎日放送）
- テツワン探偵ロボタック（テレビ朝日）-カスミ役
- エブナイ（フジテレビ）オチナイギャル

### ラジオ
- ON8（bayfm）2005年4月 - 2010年3月
- BAY LINE 7300（bayfm）
- EVER POP（bayfm）
- 安倍なつみ　あなたに逢えたら（bayfm）コーナー「今週のなっち・5チェック」2009年4月 - 2010年3月

### 映画
- BUGS

### ビデオ
- プレミア
- 制服を脱いで

### シングルCD
『さすらいのモグモグ・ゴンボ!/ステゴザウルスふんじゃった』（1993年6月16日、東芝EMI）
- (1)「さすらいのモグモグ・ゴンボ!」日本テレビ系「モグモグGOMBO」エンディングテーマ

作詞:浅倉京子・徳永阿礼、作曲:山本 梓・徳永阿礼、編曲:藤原いくろう
- (2)「ステゴザウルスふんじゃった」

作詞:浅倉京子・徳永阿礼、作曲:山本 梓・徳永阿礼、編曲:藤原いくろう
- (3)「さすらいのモグモグ・ゴンボ!」(オリジナルカラオケ)
- (4)「ステゴザウルスふんじゃった」（オリジナルカラオケ)

### 写真集
- Libré : Ingénu fantaisie : 古川恵実子写真集（竹内彩撮影、リイド社）
- 南の島の恵実子

### 声優
- パーフェクトブルー[2]
- エフィカス この想いを君に…（深見柊子）

### CM
- キクチメガネ（1994年）
- ジャストシステム『JUSTNET』（1996年）
- ゲームバンク『ABE a GOGO』（1997年）
- カルビー『夏ポテト』

### ゲームソフト
- プラドルDISC vol.8 古川恵実子（1997年、SadaSoft） セガサターン用ゲームソフトグルエ